# Hornafjörður
Hornafjörður (kiejtése: ˈhɔ(r)tnaˌfjœrðʏr̥) önkormányzat Izland Keleti régiójában, amely 1998. június 6-án jött létre Hornafjarðarbær, Bæjarhreppur, Borgarhafnarhreppur és Hofshreppur egyesülésével.

## Fordítás
- Ez a szócikk részben vagy egészben  a   Sveitarfélagið Hornafjörður című izlandi Wikipédia-szócikk ezen változatának fordításán alapul.  Az eredeti cikk szerkesztőit annak laptörténete sorolja fel. Ez a jelzés csupán a megfogalmazás eredetét és a szerzői jogokat jelzi, nem szolgál a cikkben szereplő információk forrásmegjelöléseként.